# Seznam ameriških ekonomistov
Seznam ameriških ekonomistov.

## A
Daron Acemoglu - George Akerlof - M. Shahid Alam - Albert Ando - Igor Ansoff - Kenneth Arrow (1921-2017) 

## B
Paul A. Baran - Robert Barro - Bernard Baruch - Gary Becker - Ben S. Bernanke - Fischer Black - Walter Block - Bill Browder - Arthur F. Burns - 

## C
Henry Charles Carey - Leo Cherne - Abby Joseph Cohen - Kalman J. Cohen - Charles Cooley - 

## D
Herman Daly (1938-2022) - J. Bradford DeLong - Douglas W. Diamond - Lou Dobbs - Peter F. Drucker (1909-2005) - Philip H. Dybvig

## F
Eugene Fama - Irving Fisher - Kenneth French - Benjamin M. Friedman - David Friedman - Milton Friedman (1912-2006) - Francis Fukuyama

## G
James K. Galbraith - John Kenneth Galbraith (1908-2006) - Henry George - Edward Gramlich - Wendy Lee Gramm - Henryk Grosman - Sanford J. Grossman -

## H
Oliver Hart - (David Harvey) - Jerry A. Hausman - Jack Hirshleifer - R. Glenn Hubbard - 

## J
Jeremiah Jenks - Derek C. Jones

## K
Ethan Kaplan - Henry Kaufman - Keith Hennessey - Peter Kenen - Lawrence Klein (1920-2013) - Frank Knight - Evan Kraft - Anne Krueger - Paul Krugman - Lawrence Kudlow - 

## L
Abba P. Lerner - Rick Levin - Steven Levitt - Charles E. Lindblom (1917-2018) - Lawrence B. Lindsey - John Lipsky - George Loewenstein - Robert Lucas mlajši - 

## M
Harry Magdoff - Burton Malkiel - Julianne Malveaux - N. Gregory Mankiw - Harry Markowitz - Richmond Mayo-Smith - Kevin McCabe - Daniel McFadden - Robert D. McTeer - Michael Meeropol - James C. Miller III. - Wesley Clair Mitchell - Oscar (Oskar) Morgenstern - Henry Morgenthau - Kevin M. Murphy - John Muth - 

## N
John Forbes Nash - Simon Newcomb - William Arthur Niksanen mlajši - 

## O
Randall O'Toole - Ibrahim Oweiss - 

## P
Edmund Phelps - Paul Zane Pilzer - Michael E. Porter - Edward C. Prescott - 

## Q
Rebecca Quick - 

## R
Matthew Rabin - Daniel Raymond - Robert Reich - Stephen R esnick (1938-2013) - Alan Reynolds - Alice Rivlin - Stephen Roach - Paul Romer - Alan M. Rugman (1945-2014)

## S
Dick Sabot - Jeffrey Sachs - Xavier Sala-i-Martin - Paul Samuelson (1915-2009) - Thomas J. Sargent - Herbert Scarf - Thomas Schelling (1921-2016) - Joseph Schumpeter - Edwin Robert Anderson Seligman - Minouche Shafik - Lloyd Stowell Shapley (1923 – 2016) - William F. Sharpe - Robert Shiller - Andrei Shleifer - Jeremy Siegel - Julian Simon (1932-1998) - Vernon L. Smith - Robert Solow - Thomas Sowell - Irwin Stelzer - George Joseph Stigler - Joseph E. Stiglitz - Paul Sweezy -

## T
Frederick Winslow Taylor - John B. Taylor - Lester G. Telser - Mark Thornton - James Tobin - 

## V
Thorstein Veblen - Robert W. Vishny - Paul Volcker

## W
Immanuel Wallerstein? - Jude Wanniski - David Ames Wells - Andrew B. Whinston - Walter Williams - Oliver E. Williamson - Richard D. Wolff - James Wolfensohn - Paul Wolfowitz

## Y
Janet Yellen - Allyn Abbott Young - 

## Z
Dov Zakheim - 